# ジェームス・アーヴィン
ジェームス・アーヴィン（James Irvin、1978年9月12日 - ）は、アメリカ合衆国の男性総合格闘家。カリフォルニア州ハンティントンビーチ出身。レインMMA所属。元WEC世界ヘビー級王者。

## 来歴
2003年6月1日、Gladiator Challengeで総合格闘技デビュー。
2004年8月20日、WEC 11のWEC世界ヘビー級王座決定戦でジョディ・ポフと対戦し、TKO勝ちを収め王座獲得に成功した。10月21日にはフセイン・ウシャニを破り初防衛を果たすも、その後はUFCと契約したため王座を返上した。
2005年2月5日、UFC 51でUFC緒戦を迎え、マイク・カイルにKO負け。8月20日にはUFC 54でテリー・マーティンと対戦しKO勝ち。
2006年1月16日、Ultimate Fight Night 3でステファン・ボナーに一本負け。
2007年5月26日、UFC 71でチアゴ・シウバにTKO負けを喫した。12月29日のUFC 79ではルイス・カーニに失格勝ちとなった。
2008年4月2日、UFC Fight Night: Florian vs. Lauzonでヒューストン・アレクサンダーと対戦し、開始8秒右スーパーマンパンチでKO勝ち。UFC最短試合時間タイ記録となるとともに、ノックアウト・オブ・ザ・ナイトを受賞した。
2008年7月19日、UFC Fight Night: Silva vs. Irvinのメインイベントで世界ミドル級王者アンデウソン・シウバとライトヘビー級契約で対戦し、パウンドでKO負けを喫した。試合後の薬物検査でアーヴィンから禁止薬物であるメサドンとオキシモルフォンの陽性反応が検出された。
2010年3月21日、1年8か月ぶりの試合となったUFC on Versus: Vera vs. Jonesでアレッシオ・サカラと対戦。サカラの左フックがアーヴィンの右目に当たり試合は中断。審議の結果、正当な拳による攻撃だと判断され、レフェリーストップによるTKO負けとなった。
2010年8月1日、UFC Live: Jones vs. Matyushenkoでイゴール・ポクライェクと対戦し、チョークスリーパーで一本負け。3連敗となり、UFCからリリースされた。

## 戦績
| 総合格闘技 戦績 | 総合格闘技 戦績 | 総合格闘技 戦績 | 総合格闘技 戦績 | 総合格闘技 戦績 | 総合格闘技 戦績 | 総合格闘技 戦績 |
| --------------- | --------------- | --------------- | --------------- | --------------- | --------------- | --------------- |
| 22 試合         | (T)KO           | 一本            | 判定            | その他          | 引き分け        | 無効試合        |
| 15 勝           | 11              | 2               | 1               | 1               | 0               | 1               |
| 9 敗            | 4               | 4               | 1               | 0               | 0               | 1               |

| 勝敗 | 対戦相手                     | 試合結果                            | 大会名                                                      | 開催年月日     |
| ×    | マメッド・ハリドヴ           | 1R 0:33 腕ひしぎ十字固め            | KSW 15: Konfrontacja                                        | 2011年3月19日  |
| －   | マイク・クリスマン           | 1R ノーコンテスト（反則）           | Gladiator Challenge: Young Guns 4                           | 2011年1月29日  |
| ×    | ジョルジ・オリベイラ         | 1R 1:33 三角絞め                    | TPF 7: Deck the Halls                                       | 2010年12月2日  |
| ○    | エンジェル・デアンダ         | 1R 1:42 KO（右フック）              | Rebel Fights: Domination 【Rebel Fightsヘビー級王座決定戦】 | 2010年10月2日  |
| ×    | イゴール・ポクライェク       | 1R 2:29 チョークスリーパー          | UFC Live: Jones vs. Matyushenko                             | 2010年8月1日   |
| ×    | アレッシオ・サカラ           | 1R 3:01 TKO（左フック）             | UFC on Versus: Vera vs. Jones                               | 2010年3月21日  |
| ×    | アンデウソン・シウバ         | 1R 1:01 KO（右ストレート→パウンド） | UFC Fight Night: Silva vs. Irvin                            | 2008年7月19日  |
| ○    | ヒューストン・アレクサンダー | 1R 0:08 KO（右スーパーマンパンチ）  | UFC Fight Night: Florian vs. Lauzon                         | 2008年4月2日   |
| ○    | ルイス・カーニ               | 1R 1:51 失格（グラウンドの膝蹴り）  | UFC 79: Nemesis                                             | 2007年12月29日 |
| ×    | チアゴ・シウバ               | 1R 1:06 TKO（右膝の負傷）           | UFC 71: Liddell vs. Jackson                                 | 2007年5月26日  |
| ○    | ヘクター・ラミレス           | 2R 2:36 TKO（右フック→パウンド）    | UFC 65: Bad Intentions                                      | 2006年11月18日 |
| ○    | ゲイリー・ラフランシ         | 1R 1:47 腕ひしぎ十字固め            | Valor Fighting: Showdown at Cache Creek 2                   | 2006年9月15日  |
| －   | ボビー・サウスワース         | 1R 0:17 無効試合（場外）            | Strikeforce: Revenge                                        | 2006年6月9日   |
| ○    | ウィリアム・ヒル             | 5分3R終了 判定3-0                   | IFC: Caged Combat                                           | 2006年4月1日   |
| ×    | ロデューン・シンケイド       | 5分3R終了 判定0-3                   | WEC 19: Undisputed                                          | 2006年3月17日  |
| ×    | ステファン・ボナー           | 1R 4:30 チキンウィングアームロック  | Ultimate Fight Night 3                                      | 2006年1月16日  |
| ○    | テリー・マーティン           | 2R 0:09 KO（跳び膝蹴り）            | UFC 54: Boiling Point                                       | 2005年8月20日  |
| ○    | ダグ・マーシャル             | 2R 0:45 KO（膝蹴り）                | WEC 15: Judgment Day 【WEC世界ヘビー級タイトルマッチ】      | 2005年5月19日  |
| ×    | マイク・カイル               | 1R 1:55 KO（右ストレート）          | UFC 51: Super Saturday                                      | 2005年2月5日   |
| ○    | フセイン・ウシャニ           | 1R 2:27 KO（パンチ）                | WEC 12: Halloween Fury 3 【WEC世界ヘビー級タイトルマッチ】  | 2004年10月21日 |
| ○    | ジョディ・ポフ               | 1R 1:44 TKO（パウンド）             | WEC 11: Evolution 【WEC世界ヘビー級王座決定戦】             | 2004年8月20日  |
| ○    | ボー・キャントレル           | 1R 2:39 KO（パンチ連打）            | Gladiator Challenge 24 【GCヘビー級タイトルマッチ】         | 2004年3月20日  |
| ○    | スコット・スミス             | 1R 2:21 KO（パンチ）                | Gladiator Challenge 22 【GCヘビー級タイトルマッチ】         | 2004年2月12日  |
| ○    | ピート・ワーヴ               | 1R終了時 TKO（ドクターストップ）    | Gladiator Challenge 20                                      | 2003年11月13日 |
| ○    | アレン・スコヴィル           | 1R 2:42 腕ひしぎ十字固め            | Gladiator Challenge 18                                      | 2003年8月21日  |
| ○    | ボー・キャントレル           | 1R 4:09 TKO（パンチ連打）           | Gladiator Challenge 16                                      | 2003年6月1日   |

## 獲得タイトル
- Gladiator Challengeヘビー級王座（2004年）
- 初代WEC世界ヘビー級王座（2004年）
- Rebel Fightsヘビー級王座（2010年）

## 表彰
- UFC ファイト・オブ・ザ・ナイト（1回）
- UFC ノックアウト・オブ・ザ・ナイト（1回）
- SHERDOG ノックアウト・オブ・ザ・イヤー（2005年）